# 多默的怀疑 (卡拉瓦乔)
《多默的怀疑》是意大利巴洛克大师卡拉瓦乔的著名画作，绘制于 约1601-1602 年，有两个亲笔签名版本，一个是罗马 的吉罗拉莫· 马泰枢机主教订制  的教会版本，又名“的里雅斯特”版本，曾由法国大使收藏 大革命期间被没收，1918 年拍卖后收藏在的里雅斯特，2019 年由奥地利私人收藏；另一个版本是热那亚银行家文森佐·朱斯蒂尼亚尼订制 的世俗版本，又名“波茨坦”版本，后来送到普鲁士，进入普鲁士皇家收藏，藏于夏洛滕堡宫，在第二次世界大战中完好无损 ，现藏于波茨坦无忧宫。 两格版本的不同之处在于，波茨坦世俗版基督的大腿裸露，而里雅斯特教会版则披着白色的斗篷，而且波茨坦版本尺寸略小。
2022 年，的里雅斯特版本在佛罗伦萨进行了精心检查，观察到画家在绘画过程中对构图的犹豫和改变，表明这幅画是卡拉瓦乔的原作    排除了复制的可能性。     

“多马的怀疑”这一主题，最迟从 5 世纪开始就经常出现在基督教艺术中。根据约翰福音 20章，使徒多马错过了耶稣复活后向使徒们的一次显现，他说：“除非我看到祂手上的钉痕，用指头探入那钉痕，又用手探入祂的肋旁，我总不信。” 一周后，耶稣向多马显现，让他触摸，又说：“你因看见了我才信；那没有看见就信的有福了。” 
这两幅画描绘耶稣握住多马的手，将其引导到肋旁的伤口中。多马的脸上露出惊讶的表情。  卡拉瓦乔是光影大师，他在这幅作品中利用强烈的明暗对比来叙事。在黑暗的背景中 ，光线照亮基督的身体，暗示祂的神性。多马触摸到基督时，也被吸引到光中。四个人物的头紧密排列，一个三角形的凝视。
这幅画可能与《圣马窦与天使》 （1602 年）和《以撒的牺牲》 （1603 年）使用同一个模特。 